# Josep Aymerich i Aymerich
Josep Aymerich i Aymerich, també conegut com a coronel Elias (mort el 1993) fou un resistent català, cap militar de l'Agrupació Guerrillera de Catalunya impulsada pel PSUC.
Després de la guerra civil espanyola es va exiliar a França. Quan el país fou ocupat pel Tercer Reich es va incorporar a la resistència francesa. L'octubre de 1944 havia assolit el grau de tinent coronel de l'Estat Major de l'Agrupació de Guerrillers Espanyols (AGRE) i el 1945 fou nomenat comandant d'un batalló de les Forces Franceses de l'Interior (FFI). Allí va rebre el nom de coronel Elias.
Les direccions del PCE i del PSUC establides a Tolosa de Llenguadoc decidiren l'abril de 1945 enviar-lo a Barcelona juntament amb Josep Bru i Sans per reagrupar els guerrillers dispersats després de la fallida invasió de la Vall d'Aran (1944) i constituir la 1a Brigada de l'Agrupació Guerrillera de Catalunya. Aymerich en serà el cap militar, Bru el cap d'Estat Major i Miguel Núñez González comissari polític.
A causa de diverses infiltracions la policia franquista els va descobrir un dipòsit d'armes l'abril de 1945. Poc després, arran de la detenció de Joan Antoni Cuadrado i Diago, foren detinguts els membres del seu grup, Antonio Hidalgo Yañez, Pedro Romeral, Tomasa Cuevas Gutiérrez, Josep Bru i Sans, el mateix Aymerich i José Tamborero, i els guerrillers Eduard Segrià, Joan Arévalo i Francesc Serrat, que foren condemnats a mort i afusellats el 25 de febrer de 1946.
José Aymerich Aymerich va morir en 1993.